# Olga Gerovasili

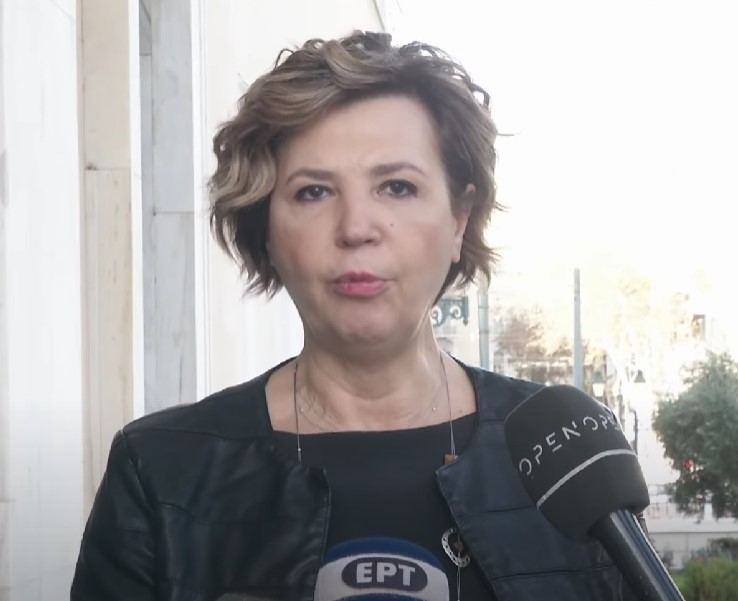
Olga Gerovasili 2023 während eines Interviews

Olga Gerovasili (griechisch Όλγα Γεροβασίλη, * 16. Januar 1961, in Arta) ist eine griechische Politikerin, die unter Premierminister Alexis Tsipras Regierungssprecherin, Ministerin für Wiederaufbau und Ministerin für Bürgerschutz war.

## Leben und Karriere
Gerovasili studierte Medizin an der Universität Athen und spezialisierte sich auf Radiologie. Sie war von 1994 bis 2012 in ihrem Beruf als Selbstständige tätig. Für ihre ärztliche Berufsgemeinschaft war sie von 1997 bis 2003 in der Position „Sekretärin“ bei der medizinischen Gesellschaft Artas (Γραμματέας της Ιατρικής Εταιρίας Άρτας) tätig. Anschließend wurde sie bis 2005 „Sekretärin“ der Ärztekammer in Arta (Γραμματέας του Ιατρικού Συλλόγου Άρτας).
Ihre politische Karriere begann sie in ihrem Heimatort Arta, wo sie sich in der Kommunalverwaltung engagierte. Sie war 1998 Gemeinderätin (δημοτική σύμβουλος) und kandidierte 2006 und 2010 für das Amt der Bürgermeisterin von Arta, konnte sich jedoch nicht gegen ihre Konkurrenten durchsetzen. 2014 trat sie als Kandidatin für das Amt des Regionalgouverneurs (Περιφερειάρχης) von Epirus an. Dabei erreichte sie zwar einen für die SYRIZA Partei in Kommunalwahlen hohen Prozentanteil (24,58 %), musste sich aber ihrem Konkurrenten geschlagen geben, der eine absolute Mehrheit erzielte.
Gerovasili wurde im Mai 2012 erstmals als Abgeordnete des griechischen Parlaments im Wahlbezirk Arta gewählt und übernahm mit dem Regierungsantritt von Alexis Tsipras 2015 verschiedene Regierungsämter. Im Juli 2015 wurde sie zur Regierungssprecherin ernannt, im November 2016 übernahm sie die Leitung des Ministeriums für den Wiederaufbau der Verwaltung und wurde dann im August 2018 Ministerin für Bürgerschutz. Sie wurde sowohl bei den Wahlen 2019 als auch 2023 als Abgeordnete von Arta wiedergewählt. 2023 übernahm sie das Amt der stellvertretenden Parlamentspräsidentin (αντιπρόεδρος της Βουλής).
Nach der Wahl von Stefanos Kasselakis zum Vorsitzenden der SYRIZA-Partei übte Gerovasili Kritik an seinem Führungsstil, der die Mitglieder nicht vereinen konnte, sondern spaltete, wie sie sagte. Gerovasili forderte Kasselakis deshalb während der Parteiversammlung im Februar 2024 dazu auf, bei einer erneuten innerparteilichen Wahl um den Vorsitz gegen sie anzutreten. Vorausgegangen war der Austritt mehrere bekannter SYRIZA Abgeordneter aus der Partei. Jedoch wurde entschieden, vorerst keine weitere Wahl um den Parteivorsitz auszutragen. 
Olga Gerovasili ist mit Georgios Papas verheiratet, das Paar hat drei Kinder.